# Melbury Osmond
Melbury Osmond – wieś w Anglii, w hrabstwie Dorset. Leży 23 km na północny zachód od miasta Dorchester i 188 km na zachód od Londynu.